# Co Nag (sjö i Kina, lat 32,03, long 91,48)
Co Nag (kinesiska: Cuo Na, 错那) är en sjö i Kina. Den ligger i den autonoma regionen Tibet, i den sydvästra delen av landet, omkring 270 kilometer norr om regionhuvudstaden Lhasa. Co Nag ligger 4 585 meter över havet. Arean är 190 kvadratkilometer. Trakten runt Co Nag består i huvudsak av gräsmarker. Den sträcker sig 23,3 kilometer i nord-sydlig riktning, och 13,3 kilometer i öst-västlig riktning.